# ارتجال موسيقي

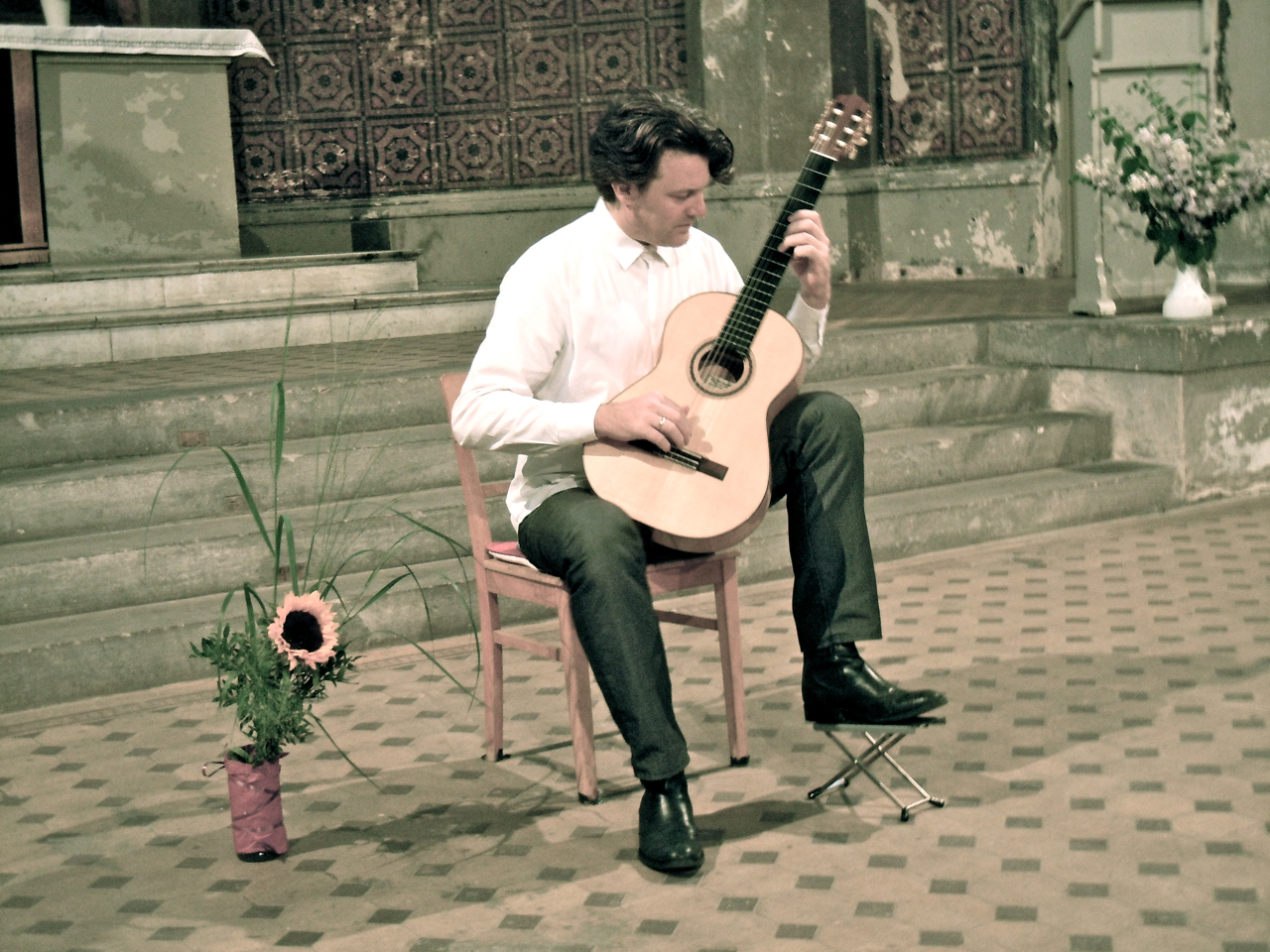

الارتجال الموسيقي (المعروف أيضًا بالابتداه الموسيقي) هو النشاط الإبداعي المتمثل في التأليف الموسيقي الفوري («في اللحظة»)، وهو يجمع ما بين الأداء وإيصال العواطف وتقنية العزف على الآلة الموسيقية إلى جانب التجاوب العفوي مع الموسيقيين الآخرين. تكون الأفكار الموسيقية في الارتجال عفوية أحيانًا، لكنها قد تعتمد على التسلسلات التآلفية في الموسيقى الكلاسيكية والعديد من الأنماط الموسيقية الأخرى. ويتلخص أحد تعاريف الارتجال الموسيقي بـ«أداء يُقدّم ابتداهًا دون تخطيط أو تحضير مسبقين»، بينما يصفه تعريف آخر بـ«عزف الموسيقى أو غنائها ابتداهًا، من خلال ابتكار تنويعات على لحن معين أو استحداث ألحان أو إيقاعات أو انسجامات جديدة». وتعرفه موسوعة بريتانيكا بأنه «التأليف المبتدَه أو الأداء الحر لمقطع موسيقي، وعادة ما يحدث بطريقة تلتزم معايير أسلوبية محددة دون أن تتقيد بالميزات المألوفة لنص موسيقي بعينه». وغالبًا ما يُنفَّذ الارتجال ضمن هيكل انسجامي موجود مسبقًا أو توالي كوردات (أو يُبنى على هذا الهيكل). ويُعد الارتجال جزءًا رئيسيًا من بعض أنماط القرن العشرين الموسيقية، مثل البلوز والجاز والجاز فيوجن، إذ يرتجل العازفون التفريدات والجمل اللحنية والأجزاء المصاحبة.
وعبر عصور الموسيقى الغربية الفنية التقليدية، ومن بينها العصور الوسطى وعصر النهضة وعصر الباروك والفترة الكلاسيكية والفترة الرومنسية، كان الارتجال مهارة موضع تقدير. إذ عُرف ي. س. باخ، وهاندل، وموزارت، وبيتهوفن، وشوبان، وليست، والكثير من مشاهير الموسيقيين والمؤلفين الموسيقيين على وجه التحديد بمهاراتهم الارتجالية. وربما يكون الارتجال قد لعب دورًا هامًا في الفترة المونوفونية. وتشير البحوث المبكرة حول موضوع البوليفونية، مثل ميوزيكا إنكيرياديس (القرن التاسع)، إلى أن الأجزاء المضافة كانت تُرتجل لقرون سبقت أول الأمثلة المدونة. غير أن المنظرين لم يبدؤوا بوضع الفروق الواضحة بين الموسيقى المرتجلة والمكتوبة قبل القرن الخامس عشر.
وقد احتوت بعض قوالب الموسيقى الكلاسيكية على أقسام مخصصة للارتجال، مثل فقرات الكادنزا في الكونشرتو الفردي، أو المقدمات الموسيقية لبعض المتتابعات التي وضعها باخ وهاندل لآلات المفاتيح، والتي تتألف من تفصيل توالي كوردات يفترض بالمؤدين استخدامها مبدأ أساسيًا لارتجالهم. لقد انتمى هاندل وسكارلاتي وباخ ثلاثتهم إلى مدرسة تقليدية في الارتجال الفردي على آلات المفاتيح، إذ كانوا يرتجلون أثناء عزفهم على الهاربسكورد أو الأرغن ذي الأنابيب. وفي عصر الباروك، كان المؤدون يرتجلون التلوينات اللحنية وعازفو آلات مفاتيح الجهير المتواصل يرتجلون توزيع الكوردات مستندين على تدوين الجهير المرقوم. غير أنه في القرنين العشرين والحادي والعشرين، إذ تمأسس أداء الموسيقى الفنية الغربية الشائع وانتظم في فرق الأوركسترا السيمفونية ودور الأوبرا وعروض الباليه، فقد بات الدور الذي يلعبه الارتجال الموسيقي أصغر. وفي الوقت نفسه، ازداد لجوء بعض المؤلفين الموسيقيين المعاصرين من القرنين العشرين والحادي والعشرين إلى الارتجال كجزء من عملهم الإبداعي.
في الموسيقى الكلاسيكية الهندية، يعد الارتجال عنصرًا جوهريًا ومعيارًا أساسيًا للأداء. وفي الموسيقى الكلاسيكية الهندية والأفغانية والباكستانية والبنغالية، الـ«راغا» هي «الهيكل النغمي المعتمد للتأليف والارتجال الموسيقيين». وتعرف موسوعة بريتانيكا الـ«راغا» بأنها «هيكل لحني معتمد للارتجال والتأليف الموسيقيين».

## في الموسيقى الغربية

### العصور الوسطى
رغم أن الارتجال اللحني كان عاملًا مهمًا في الموسيقى الأوروبية منذ وقت مبكر، فقد ظهرت أول معلومات مفصلة حول تقنية الارتجال في بحوث من القرن التاسع توجه المغنين إلى طريقة إضافة لحن آخر إلى ترتيلة دينية موجودة مسبقًا، بأسلوب دُعي باسم الأورجانوم. وخلال العصور الوسطى وعصر النهضة، شكّل ارتجال الطباق على اللحن الرئيسي (وهو ممارسة وُجدت في الموسيقى الكنسية والموسيقا الراقصة الشعبية معًا) جزءًا من تعليم الموسيقيين جميعهم، وهو يُعتبر أكثر أنواع الموسيقى غير المدونة أهمية قبل عصر الباروك.

### عصر النهضة
عُقب اختراع الطباعة الموسيقية في بداية القرن السادس عشر، بات هنالك توثيق أكثر تفصيلًا حول ممارسة الارتجال، على شكل كتيّبات إرشاد منشورة، ولا سيما في إيطاليا. وبالإضافة إلى الطباق المرتجَل على اللحن الرئيسي، كان المغنون والعازفون يرتجلون الألحان على نماذج كوردات الأوسيتانو، ويصنعون تلوينات متقنة للجمل اللحنية، ويبتكرون الموسيقى ابتداهًا دون أي مخططات محددة مسبقًا. كان عازفو آلات المفاتيح أيضًا يؤدون قطعًا موسيقية مرتجَلة بقوالب حرة.

### عصر الباروك
استمرت أنواع الارتجال الموسيقي التي مورست خلال عصر النهضة -بشكل رئيسي: إما التلوين على جزء موجود أو ابتكار جزء أو أجزاء جديدة كليًا- خلال بداية عصر الباروك، غير أن تعديلات هامة أدخِلت إليها. بدأ التلوين اللحني يخضع أكثر لسيطرة المؤلفين الموسيقيين، وفي بعض الحالات حدث ذلك عن طريق تدوين هذه التلوينات، وازداد ذلك وضوحًا بإدخال رموز واختصارات لنماذج تلوينية معينة. ومن أهم الموارد المبكرة للتلوينات الصوتية من هذا النوع مقطوعة  قواعد، مقاطع من الموسيقى لجيوفاني باتيستا بوفيتشيلي (1594)، ومقدمة مجموعة جوليو كاتشيني المعنونة الموسيقى الجديدة (القسم الثاني من عام 1601).

## الآلات اللحنية
تشير كتيّبات القرن الثامن عشر بوضوح إلى أنه لم يكن يُتوقع من عازفي الفلوت، والأوبوا، والكمان، والآلات اللحنية الأخرى، أن يلونوا على قطع موسيقية مؤلفة مسبقًا وحسب، بل أن يرتجلوا المقدمات بشكل عفوي.

## آلات المفاتيح والعوديات والغيتار
يمكن عزف نماذج الكوردات الموجودة في العديد من المقدمات الموسيقية الباروكية، على سبيل المثال، على آلات المفاتيح أو الغيتار باستخدام نغمة دواسة أو نوطات بيس متكررة. ويمكن استخدام متتاليات كهذه في العديد من القوالب والسياقات الأخرى، وما تزال تُشاهد في أعمال موزارت، غير أن معظم المقدمات الموسيقية تبدأ بالجواب مدعومًا بقرار بسيط. لقد كان ي. س. باخ، على سبيل المثال، مولعًا على وجه التحديد بالصوت الذي ينشأ عن عزف الانسجام السابع المسيطر فوق نغمة الدواسة في طبقة القرار.
ويكون الـ«ألبيرتي باس» قليلًا أو معدومًا في موسيقا آلات المفاتيح الباروكية، إذ تدعم اليد المرافقة الجملَ المتحركة عوضًا عن ذلك من خلال التباين معها معظم الوقت بأزمنة موسيقية أطول للعلامات، تكون تملك هي نفسها شكلًا لحنيًا وعادة ما توضع في انسجام موسيقي متناغم. ويمكن عكس هذه القطبية المتناقضة –ما يُعتبر تقنية مفيدة أخرى للارتجال- عن طريق نقل الأزمنة الموسيقية الأطول إلى اليد اليمنى وعزف الجمل المتحركة باليسرى من وقت إلى آخر – أو عزف الجمل المتحركة باليدين معًا في بعض الأحيان. ويُعتبر تبادل الأدوار هذا بين الجواب والقرار خاصية مميزة أخرى. أخيرًا وتماشيًا مع هذه القطبية المتناقضة، فنوع الجمل المتتالية الذي يظهر في الموسيقا الباروكية له شكل الفوغا أو الكانن، وقد كانت هذه المنهجية أثيرة في القطع التي ألّفها سكارلاتي وهاندل ولا سيما في بدايتها، حتى حين لا تشكل القطعة فوغا.